# Чемберлен, Джошуа
Джошуа Чемберлен (англ. Joshua Chamberlain; 8 сентября 1828, Брюэр, Мэн — 24 февраля 1914) — американский военный деятель, педагог, политик, юрист.

## Ранние годы
В 1852 году окончил Боудин-колледж, в 1855 году — Бангорскую богословскую семинарию. В 1866 году получил степень бакалавра права от колледжа Пенсильвании, в 1869 году — от Боудин-колледжа. С 1856 года был профессором риторики и красноречия в Боудин-колледже и с 1861 года — профессором современных европейских языков там же. 

## Гражданская война
8 августа 1862 года вступил добровольцем в армию Союза и стал подполковником 20-го Мэнского полка, который был сформирован 29 августа 1862 года. Полк принял участие в Мерилендской кампании в составе V корпуса и присутствовал в сражении при Энтитеме, хотя и не был введён в бой. Через несколько дней полк был задействован в сражении при Шефердстауне, где Чемберлен впервые за войну потерял коня.
Впоследствии служил в Потомакской армии, приняв участие в каждой кампании и большинстве крупных сражений от Энтитема до Аппоматтокса; был несколько раз ранен, дважды серьёзно. Был награждён Медалью Почёта Конгресса за оборону Раунд-Топ во время сражения при Геттисберге 2 июля 1863 года, после чего был назначен командовать бригадой. 18 июня 1864 года был повышен до бригадного генерала на поле боя генералом Грантом за проявленную храбрость, в начале следующей весны получил за храбрость временное повышение до генерал-майора. В кампанию 1865 года командовал двумя бригадами 1-й дивизии V корпуса. После окончания войны и расформирования этой армии ему предложили звание полковника в регулярной армии, но Чемберлен по причине множества ранений отказался и в январе 1866 года возвратился в Мэн.

## Послевоенная деятельность
Осенью того же года был избран губернатором штата Мэн и исполнял эти обязанности на протяжении четырёх лет, с 1867 по 1871 год. В 1871 году был избран президентом Боуденского колледжа и сохранил этот пост на протяжении 12 лет, будучи тогда же избран генерал-майором Мэна, командовавшим ополчением штата. В 1880 году, не занимая какого-либо поста в администрации штата, был вызван в столицу для консультаций по сохранению в штате порядка (в 1879—1880 годах там существовала вероятность начала Гражданской войны в связи с планами демократов и фузионистов узурпировать власть). В 1883 году сложил с себя полномочия президента колледжа и поселился в Нью-Йорке, занявшись адвокатской практикой. В 1885 году уехал во Флориду и работал в компании по строительству железных дорог и общественных улучшений на Западном побережье.
Написал ряд работ по истории, политологии и экономике, из которых наиболее известны: «Maine, Her Place in History» (1877); «Ethics and Politics of the Spanish War» (1898); «Property: Its Office and Sanction» (1900); «De Monts and Acadia» (1904); «Ruling Powers in History» (1905).